# Sémystra
Sémystre, Sémystra ou Sémestra (en grec ancien : Σημύστρα, romanisé : Sēmústra) est une nymphe de la mythologie grecque.

## Mythologie
Sémystra est une nymphe de Thrace qui avait un autel sur les rives de la Corne d'Or. Lorsque Io, enceinte de Zeus qui l'avait transformée en génisse, tentant ainsi vainement de cacher sa liaison à Héra, fut  poursuivie par un taon pour le compte de cette dernière, elle s'arrêta à deux reprises pour accoucher. En Égypte où elle donna naissance à Épaphos et en Thrace où elle accoucha de Céroessa sur l'autel de Sémystra. Elle y abandonna son enfant pour la soustraire à la colère d'Héra. Sémystra trouva le bébé et l'éleva,.
Selon une légende, Sémystra était également la mère de Byzas, fondateur de Byzance,,. La mère de Byzas est autrement donnée comme étant Céroessa.

## Culte
La ville de Sémystra (en) a été nommée d'après elle et il y avait là un autel à sa mémoire,.